# 倍率

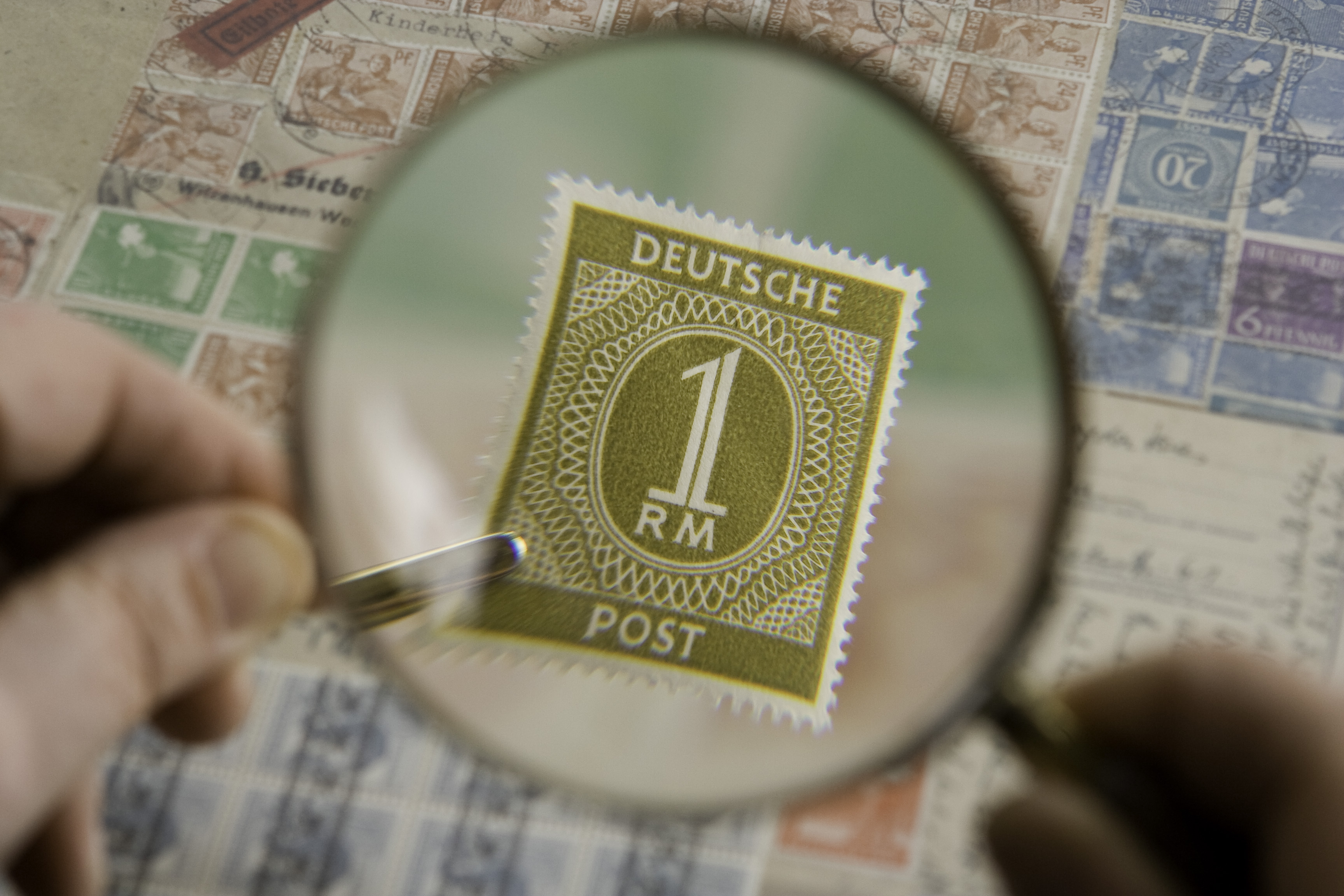
拡大鏡を使用すると、スタンプが大きく表示される。

倍率（ばいりつ、英: Magnification）
1. 競争において難易度を示す数値のひとつ。競争率とも呼ばれる[1]。
2. 倍率は、何かの見かけの大きさではなく、物理的なサイズを拡大するプロセス。拡大と縮小によって「拡大率」「縮小率」と呼ばれる計算された数値によって定量化される。一般的に、倍率は、より詳細に見ることができるようにビジュアルや画像をスケールアップ、解像度を上げる顕微鏡、印刷技術、またはデジタル処理の利用と関連している。いずれの場合も、像の倍率は像の遠近法を変えるものではない。

通常、拡大は、 顕微鏡または印刷技術、またはデジタル処理を使用して、より詳細に表示できるようにビジュアルまたはイメージを拡大し、 解像度を上げることに関連している。すべての場合において、画像の倍率は画像の遠近法を変更しない。   

## 競争率の例

### 受験の倍率
一般に倍率が高いと合格は難しいと考えられる。たとえば、「2人のうち1人が合格する」という場合、2÷1＝2で倍率2倍となる。単純に計算すれば、合格率50％となる。倍率4倍であれば「受験生4人のうち1人が合格」となるため、合格率25％である。倍率1倍だと「受験生1人のうち1人が合格」するわけであるから、合格率100％となる。このように倍率が高いと、それだけ狭き門ということになる。

## 拡大率の例
- 高倍率ズームレンズ
- 拡大鏡 : 正の（凸）レンズを使用して、ユーザーが目を近づけることによって物をより大きく見せる。
- 望遠鏡 : 大きな対物レンズまたは主鏡を使用して遠くの物体の画像を作成し、ユーザーは小さな接眼レンズで画像を詳しく調べることができるため、物体が大きく見える。
- 顕微鏡 : 小さなものを快適な距離ではるかに大きな画像として表示する。顕微鏡のレイアウトは望遠鏡に似ているが、見ている物体が対物レンズに近いことを除けば、対物レンズは通常接眼レンズよりもはるかに小さくなる。
- スライドプロジェクター。小さなスライドの大きな画像を画面に映し出す。写真引き伸ばし機も同様。

### 数値としての倍率（光学倍率）
光学倍率は、オブジェクトの見かけのサイズ（または画像内のそのサイズ）と実際のサイズの比率であり、したがって、無次元数。 屈折力などこれと混乱につながる可能性が光学倍率は、時々、「パワー」（例えば、「10×パワー」）とが使用される。 

### 線形または横倍率
スクリーンに投影された画像などの実際の画像の場合、サイズは直線寸法を意味する（たとえば、ミリメートルやインチで測定）。 

### 角倍率
接眼レンズを備えた光学機器の場合、接眼レンズで見える画像（無限距離の虚像）の直線寸法を指定できないため、 サイズとは、焦点で物体が向いている角度（ 角度サイズ ）を意味する。厳密に言えば、その角度のタンジェントを取る必要がある（実際には、角度が数度より大きい場合にのみ、これが違いを生む）。したがって、角倍率は次の式で与えられる。 
{\displaystyle \mathrm {MA} ={\frac {\tan \varepsilon }{\tan \varepsilon _{0}}}}

### 倍率とミクロンバー
印刷された写真の拡大図は誤解を招く可能性があり、ジャーナルや雑誌の編集者は、ページに合わせて画像のサイズを定期的に変更しているため、図の凡例で提供されている拡大率は正しくはなく、スケールバー（またはミクロンバー）など、画像に重ね合わされた所定の長さのバーで示す。このバーを使用して、画像を正確に測定でき、画像のサイズが変更されると、バーもそれに比例してサイズ変更される。画像にスケールバーがある場合、実際の倍率は簡単に計算でき、画像のスケール（倍率）が重要または関連する場合は、倍率を示すよりも、スケールバーを含める方が好ましい。   

## その他
- エネルギー増倍率
- 株価純資産倍率
- 財産評価基準書路線価図・評価倍率